# Spinus olivaceus
Spinus olivaceus е вид птица от семейство Чинкови (Fringillidae).

## Разпространение
Видът е разпространен в Боливия, Еквадор и Перу.